# Temple Grandin (película)
Temple Grandin es una película biográfica del año 2010 dirigida por Mick Jackson y protagonizada por Claire Danes, quien interpreta a Temple Grandin, una mujer  autista que revolucionó las prácticas del manejo de animales en ranchos ganaderos y mataderos.

## Reparto
- Claire Danes como Temple Grandin.
- Catherine O'Hara como Ann, la tía de Temple y hermana de Eustacia.
- Julia Ormond como Eustacia Grandin, madre de Temple.
- David Strathairn como el Dr. Carlock, profesor de ciencias y mentor de Temple.